# جوك دودز
جوك دودز (بالإنجليزية: Jock Dodds)‏ (7 سبتمبر 1915 في المملكة المتحدة - 23 فبراير 2007 في المملكة المتحدة) هو لاعب كرة قدم بريطاني (وحمل سابقاً جنسية المملكة المتحدة لبريطانيا العظمى وأيرلندا) في مركز الهجوم. شارك مع منتخب اسكتلندا لكرة القدم. أما مع النوادي، فقد لعب مع شيفيلد يونايتد ومانشستر يونايتد ونادي إيفرتون ونادي بلاكبول ونادي شامروك روفرز وهدرسفيلد تاون ولينكولن سيتي أف سي.